# Kyra Vassiliki
Kyra Vassiliki, död 1834, var den grekiska hustrun till Ali Pascha av Tepelenë (regent 1788-1822) och känd för sitt inflytande över denna. 
Hon mötte när hon vid tolv års ålder vädjade till honom för sin fars liv. Hon placerades i Ali Paschas harem och han gifte sig med henne 1808. Hon tilläts behålla sin ortodoxa religion och ingrep flera gånger för att försvara och skydda ortodoxa greker. När hennes make avrättades av de osmanska myndigheterna 1822 blev hon benådad, och bosatte sig sedan i Grekland.